# Pseudotristix
Pseudotristix es un género de foraminífero bentónico de la Subfamilia Ichthyolariinae, de la familia Ichthyolariidae, de la superfamilia Robuloidoidea, del suborden Lagenina y del orden Lagenida. Su especie tipo es Tristix (Pseudotristix) tcherdynzevi. Su rango cronoestratigráfico abarca desde el Capitaniense (Pérmico medio) hasta el Changhsingiense (Pérmico superior).

## Clasificación
Pseudotristix incluye a las siguientes especies:
- Pseudotristix caucasica †
- Pseudotristix solida †
- Pseudotristix tcherdynzevi †
- Pseudotristix triangulus †